# 波诺尔尼察

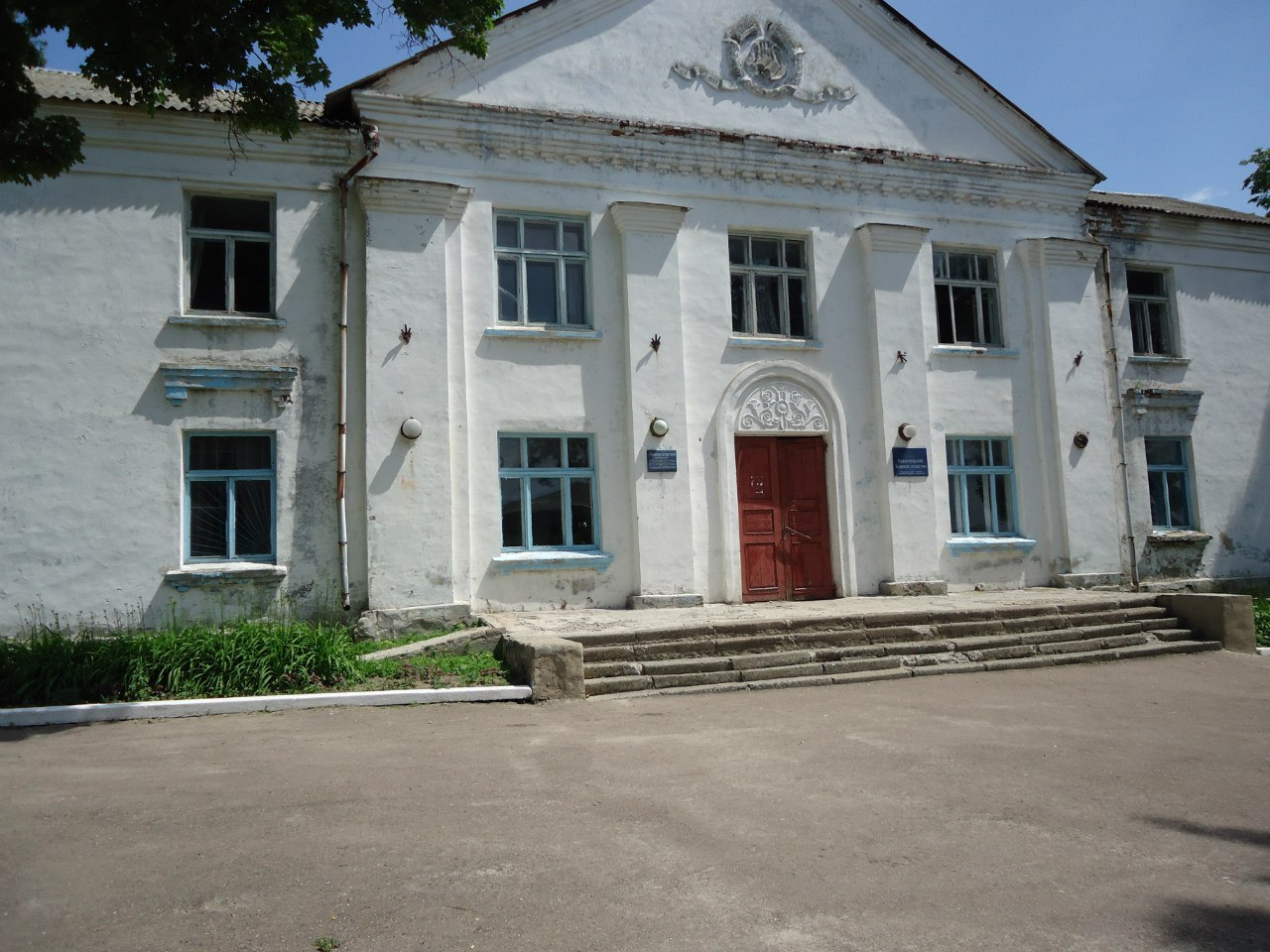
文化宫

波诺尔尼察（羅馬化：Ponornytsia）是烏克蘭北部切爾尼戈夫州诺夫霍罗德-锡韦尔斯基区波诺尔尼察市镇内的鎮及其行政中心。處於科羅普以北30公里，面積7.64平方公里，海拔高度181米，2025年人口1,900。